# Profetizando Vida
Profetizando Vida é o décimo terceiro álbum musical da cantora Léa Mendonça, lançado em 2013 pela gravadora MK Music.

## Faixas
| N.º            | Título                       | Compositor(es)                                | Duração |  |
| 1.             | "Eu mato esse gigante"       | Léa Mendonça, Junior Maciel e Josias Teixeira | 04:19   |  |
| 2.             | "Eu não vou parar de sonhar" | Junior Maciel e Josias Teixeira               | 04:37   |  |
| 3.             | "O milagre chegou"           | Léa Mendonça, Junior Maciel e Josias Teixeira | 04:07   |  |
| 4.             | "Eu já decidi"               | Léa Mendonça                                  | 03:24   |  |
| 5.             | "Sonhador fiel"              | Anderson Freire                               | 04:17   |  |
| 6.             | "Extraindo Pérolas"          | Léa Mendonça                                  | 04:30   |  |
| 7.             | "Dia de chuva"               | Gislaine e Mylena                             | 03:56   |  |
| 8.             | "Lembranças"                 | Léa Mendonça, Junior Maciel e Josias Teixeira | 04:06   |  |
| 9.             | "Ao cordeiro"                | Eduardo Schenatto                             | 04:29   |  |
| 10.            | "Astro que brilha"           | Léa Mendonça                                  | 04:08   |  |
| 11.            | "Quero voltar"               | Léa Mendonça, Lilian Lopes                    | 04:09   |  |
| 12.            | "A graça de Deus"            | Junior Maciel e Josias Teixeira               | 04:13   |  |
| 13.            | "Troque o odre"              | Léa Mendonça, Junior Maciel e Josias Teixeira | 03:59   |  |
| Duração total: | Duração total:               | Duração total:                                | 54:16   |  |

## Ficha Técnica
- Produção executiva: MK Music
- Produção musical: Rogério Vieira
- Gravado e mixado no MK Estúdio por Vitor Farias
- Masterização na Master Final por Luciano Vassão
- Piano, teclado, violino e loops: Rogério Vieira
- Guitarras e violões nas músicas 2, 3, 4, 6, 8 e 11: Duda Andrade
- Guitarras e violões nas músicas 1, 5, 7, 9, 10, 12 e 13: Sérgio Knust
- Baixo: Marcos Natto
- Bateria: Leonardo Reis
- Percussão: Zé Leal
- Acordeon: Eron Lima
- Vocal: Joelma Bonfim, Josy Bonfim, Fael Magalhães e Adiel Ferr
- Fonoaudióloga: Patrícia Maia
- Fotos: Ronaldo Rufino
- Criação de capa: MK Music

## Clipes
| Música               | Lançamento          |
| -------------------- | ------------------- |
| Eu mato esse gigante | 11 de julho de 2013 |